# Nothocasis hilariata
Nothocasis hilariata là một loài bướm đêm trong họ Geometridae.